# 剛鐸宰相
剛鐸宰相（英語：Stewards of Gondor），是英國作家約翰·羅納德·瑞爾·托爾金的史詩式奇幻小說《魔戒》中的剛鐸地區的統治者。
宰相，是剛鐸國王首要顧問的傳統頭銜。在著名家族胡林家族成員佩蘭多宰相在位後，宰相職位變成類似王位般的父子傳承。
他們是艾明亞南的胡林的后嗣，胡林家族因而得名。胡林家族在第二十五任剛鐸國王米那迪爾在位時期開始擔任宰相職務。他們擁有純正努曼諾爾血統，但與伊蘭迪爾家族沒有親屬關係，米那迪爾为防止王族内部争斗一向是在王族以外挑选宰相，而这之后胡林家族也没有与王室通婚的记录。
剛鐸國王昂多赫和他的繼承人在戰車民的戰爭中戰死後，佩蘭多暫時攝政一年，雖然他並非正式的攝政宰相，佩蘭多還是有效地統治王國。他所帶領的剛鐸國會扮演了影響剛鐸長遠之關鍵角色，剛鐸國會選擇了埃阿尼爾二世而非雅西頓國王亞帆都為剛鐸國王，維護了安那瑞安家系的傳承。附帶一提，佩蘭多的行動為日後的宰相攝政帶來基礎，因為埃阿尼爾二世之子埃阿諾失蹤後，再沒有繼承人。
爾諾國王失蹤以後，沒有留下繼承人繼承剛鐸王位，剛鐸宰相馬迪爾·佛龍威成為第一任攝政宰相，他的後裔傳承職務25代。
剛鐸宰相必須等到伊蘭迪爾的繼承人歸來重登王位。剛鐸宰相迪耐瑟二世之子波羅莫問父親：「如果國王永不歸位，到底要幾百年才能夠讓宰相成為國王？」迪耐瑟二世回答：「在其他比較缺乏忠誠的國家，或許只有幾年，......在剛鐸，即使一萬年也不會有所改變。（節錄自魔戒二部曲《雙塔奇謀》第四章第五節《西方之窗》，由法拉墨親述）」但時如此，經過多年的剛鐸宰相世代統治後，他們鐵了心，反對伊蘭迪爾的繼承人回歸。
當宰相攝政後，他們坐在王宮中王位之下，最低階的一張樸素的黑色石椅，他們沒有皇冠，只手持一柄尖端是金色圓球的白色權杖。皇室的旗幟是黑底白樹，上面還有七枚星辰，而宰相的旗幟是一片雪白，沒有任何徽記。
欲知道剛鐸宰相的家譜，請參見胡林家族。

## 剛鐸宰相列表

### 剛鐸宰相
1. 佩蘭多 Pelendur，第三紀元1944年 - 第三紀元1998年在位
2. 維龍迪爾 Vorondil，第三紀元1998年 - 第三紀元2029年在位

### 剛鐸宰相兼攝政王
1. 馬迪爾·佛龍威 Mardil Voronwë，第三紀元2029年 - 第三紀元2080年在位
2. 伊拉頓 Eradan，第三紀元2080年 - 第三紀元2116年在位
3. 赫瑞安 Herion，第三紀元2116年 - 第三紀元2148年在位
4. 貝力貢 Belegorn，第三紀元2148年 - 第三紀元2204年在位
5. 胡林一世 Húrin I，第三紀元2204年 - 第三紀元2244年在位
6. 圖林一世 Túrin I，第三紀元2244年 - 第三紀元2278年在位
7. 哈多 Hador，第三紀元2278年 - 第三紀元2395年在位
8. 巴哈漢 Barahir，第三紀元2395年 - 第三紀元2412年在位
9. 迪歐 Dior，第三紀元2412年 - 第三紀元2435年在位
10. 迪耐瑟一世 Denethor I，第三紀元2435年 - 第三紀元2477年在位
11. 波羅莫 Boromir，第三紀元2477年 - 第三紀元2489年在位
12. 西瑞安 Cirion，第三紀元2489年 - 第三紀元2567年在位
13. 哈拉斯 Hallas，第三紀元2567年 - 第三紀元2605年在位
14. 胡林二世 Húrin II，第三紀元2605年 - 第三紀元2628年在位
15. 貝列克索一世 Belecthor I，第三紀元2628年 - 第三紀元2655年在位
16. 歐洛隹斯 Orodreth，第三紀元2655年 - 第三紀元2685年在位
17. 愛克西里昂一世 Ecthelion I，第三紀元2685年 - 第三紀元2698年在位
18. 愛加摩斯 Egalmoth，第三紀元2698年 - 第三紀元2743年在位
19. 貝倫 Beren，第三紀元2743年 - 第三紀元2763年在位
20. 貝瑞貢 Beregond，第三紀元2763年 - 第三紀元2811年在位
21. 貝列克索二世 Belecthor II，第三紀元2811年 - 第三紀元2872年在位
22. 索龍德 Thorondir，第三紀元2872年 - 第三紀元2882年在位
23. 圖林二世 Túrin II，第三紀元2882年 - 第三紀元2914年在位
24. 特剛 Turgon ，第三紀元2914年 - 第三紀元2953年在位
25. 愛克西里昂二世 Ecthelion II，第三紀元2953年 - 第三紀元2984年在位
26. 迪耐瑟二世 Denethor II，第三紀元2984年 - 第三紀元3019年在位

### 剛鐸宰相
1. 法拉墨 Faramir，第三紀元3019年 - 第四紀元82年在位
2. 艾波安 Elboron，第四紀元82年 - ？
3. 巴哈漢 Barahir，? - ?，法拉墨之孫，記載中沒有指名為艾波安之子，若為剛鐸宰相，稱巴哈漢二世 Barahir II

迪耐瑟二世薨後，登丹人酋長亞拉岡二世回來。迪耐瑟二世之子，剛鐸宰相法拉墨把權杖交回亞拉岡，但亞拉岡重新交權杖給法拉墨。於是法拉墨擔當有名無實的攝政宰相，直到亞拉岡二世加冕為王，但因為在那時大部份他都在療養院中療傷，政務暫時交由多爾安羅斯亲王印拉希爾處理。雖然法拉墨在伊力薩登基前當一個月的攝政宰相，但法拉墨不被納入為攝政宰相。伊力薩國王繼續給法拉墨和他的後裔成為剛鐸宰相，另外封他為伊西立安亲王，保證他的家系繼續為國王首要顧問。

## 其他
- 剛鐸宰相的職銜在昆雅語中Arandur，意指：「國王之僕」 。
- 剛鐸宰相的原始來源，大概是歐洲中世紀國王追隨者的管家頭銜。在英國，那裡有一個職位握有重大權力，稱大管家，是國君的顧問。但後來職能漸漸下降，只在國王加冕那天出現。最後斯圖亞特王朝的蘇格蘭君主把稱號收歸皇家。

## 外部連結
- www.suite101.com/article.cfm/tolkien/92091 托爾金論壇關於剛鐸宰相角色的討論